# Wypożyczalnia międzybiblioteczna

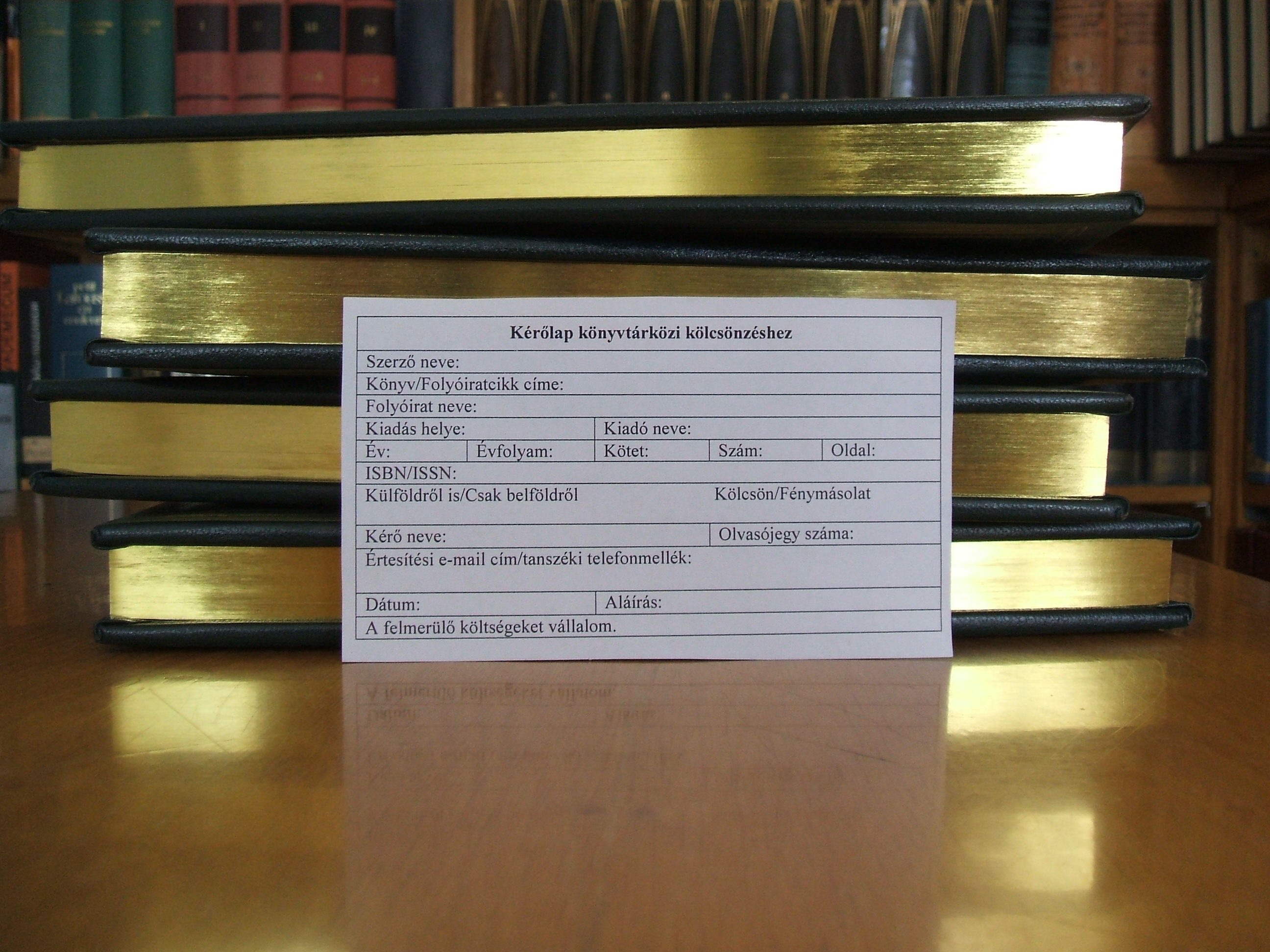
Węgierski formularz do wypożyczenia międzybibliotecznego

Wypożyczalnia międzybiblioteczna (ang. interlibrary loan/lending) – jednostka organizacyjna biblioteki zajmująca się wypożyczaniem materiałów sprowadzanych na żądanie czytelnika z innych instytucji. Rozróżnia się wypożyczanie międzybiblioteczne krajowe i zagraniczne. Działalność wypożyczalni międzybibliotecznej regulują odpowiednie przepisy.

## Historia
W Europie pierwszym krajem, który w 1885 roku opublikował regulamin biblioteczny dotyczący również wypożyczeń międzybibliotecznych były Włochy. Obecnie międzynarodowe normy wypożyczeń międzybibliotecznych regulują wytyczne Międzynarodowej Federacji Stowarzyszeń i Instytucji  Bibliotekarskich.
Wypożyczanie międzybiblioteczne w Polsce znane było przed I wojną światową. Zasady tej formy udostępniania zbiorów precyzowało zarządzenie Ministra Kultury i Sztuki z dnia 25.03.1980 r. w sprawie zasad wypożyczania międzybibliotecznego. Uzyskało ono podstawę prawną w Ustawie o bibliotekach z dnia 9.04.1968 r., która została zastąpiona aktem prawnym z dnia 27.06.1997 r. Każda instytucja udostępniająca zbiory na zasadzie wypożyczeń międzybibliotecznych reguluje ich zasady przez odpowiednie regulaminy.

## Wypożyczanie międzybiblioteczne
W praktyce bibliotecznej rozróżnia się:
- wypożyczanie międzybiblioteczne krajowe – rodzaj udostępniania zbiorów bibliotecznych, w którym zakres i zasięg ograniczony jest do terenu danego kraju. Do wyszukiwania zamówionych przez czytelnika dokumentów wykorzystuje się katalogi centralne. Zanim katalogi centralne objęły zbiory większych polskich bibliotek stosowano tzw. rewers okrężny,
- wypożyczanie międzybiblioteczne zagraniczne – dotyczy udostępniania materiałów bibliotecznych z bibliotek zagranicznych i dla bibliotek zagranicznych[5].

Opłaty za realizację wypożyczania międzybibliotecznego ustalają regulaminy poszczególnych instytucji. 

## Zasady ogólne wypożyczania międzybibliotecznego
Czytelnik zwraca się do najbliższej biblioteki (publicznej, naukowej, fachowej, szkolnej) z prośbą o wypożyczenie z innej biblioteki poszukiwanych materiałów. Po otrzymaniu  dokumentów biblioteka macierzysta powiadamia o tym fakcie czytelnika (telefonicznie, e-mailowo, pisemnie). Biblioteka bierze pełną odpowiedzialność za trzymane zbiory, które udostępniane są użytkownikowi na miejscu, w czytelni.   